# Primarij
Primarij (latinsko prīmārīus), je prevzeta beseda, ki navadno pomeni prvi, glavni, vodilni oddelčni zdravnik v bolnici.

## Razvoj besede
Tujka, ki je k nam v uporabo prišla v 19. stoletju, je prevzeta po zgledu iz nemške besede Primarius, le ta pa iz latinske prīmārīus v pomenu eden prvih (tudi odličen) s čimer je mišljen prvi zdravnik (tudi predstojnik zdravnikov). Latinska beseda prīmārīus je izpeljana iz besede prīmus v pomenu prvi.